# UFC Fight Night: Almeida vs. Garbrandt
UFC Fight Night: Almeida vs. Garbrandt è stato un evento di arti marziali miste tenuto dalla Ultimate Fighting Championship svolto il 29 maggio 2016 al Mandalay Bay Events Center di Las Vegas, Stati Uniti.

## Retroscena
Nel main event della card si affronteranno nella categoria dei pesi gallo Thomas Almeida e Cody Garbrandt.
Keith Berish avrebbe dovuto affrontare Jake Collier, ma venne rimosso dalla card il 31 marzo per infortunio e sostituito da Alberto Uda.
Joe Proctor doveva scontrarsi con Erik Koch. Tuttavia, Proctor subì un infortunio il 21 aprile e al suo posto venne inserito Shane Campbell.
Carlos Diego Ferreira doveva affrontare Abel Trujillo, ma venne rimosso dall'incontro il 13 maggio a causa di una potenziale violazione delle leggi anti-doping della USADA. In accordo con la polizza anti-doping della UFC, Ferreira ricevette una sospensione provvisoria. Al suo posto venne inserito Jordan Rinaldi.

## Risultati
|                                   | Divisione                      |                                |                                |                                | Metodo                                      | Round                          | Tempo                          | Premio                         |
| Card Principale (Fox Sports 1)    | Card Principale (Fox Sports 1) | Card Principale (Fox Sports 1) | Card Principale (Fox Sports 1) | Card Principale (Fox Sports 1) | Card Principale (Fox Sports 1)              | Card Principale (Fox Sports 1) | Card Principale (Fox Sports 1) | Card Principale (Fox Sports 1) |
| --------------------------------- | ------------------------------ | ------------------------------ | ------------------------------ | ------------------------------ | ------------------------------------------- | ------------------------------ | ------------------------------ | ------------------------------ |
|                                   | Pesi Gallo                     | Cody Garbrandt                 | batte                          | Thomas Almeida                 | KO (pugni)                                  | 1                              | 2:53                           | POTN                           |
|                                   | Pesi Piuma                     | Jeremy Stephens                | batte                          | Renan Barão                    | Decisione unanime (29-28, 29-28, 29-28)     | 3                              | 5:00                           | FOTN                           |
|                                   | Pesi Welter                    | Rick Story                     | batte                          | Tarec Saffiedine               | Decisione unanime (30-27, 29-28, 29-28)     | 3                              | 5:00                           |                                |
|                                   | Pesi Medi                      | Chris Camozzi                  | batte                          | Vitor Miranda                  | Decisione unanime (30-27, 30-27, 30-27)     | 3                              | 5:00                           |                                |
|                                   | Pesi Welter                    | Lorenz Larkin                  | batte                          | Jorge Masvidal                 | Decisione non unanime (30-27, 30-27, 30-27) | 3                              | 5:00                           |                                |
|                                   | Pesi Leggeri                   | Paul Felder                    | batte                          | Josh Burkman                   | Decisione unanime (29-28, 29-28, 29-28)     | 3                              | 5:00                           |                                |
| Card Preliminare (Fox Sports 1)   |                                |                                |                                |                                |                                             |                                |                                |                                |
|                                   | Pesi Gallo (F)                 | Sara McMann                    | batte                          | Jessica Eye                    | Decisione unanime (30-27, 30-27, 30-27)     | 3                              | 5:00                           |                                |
|                                   | Pesi Leggeri                   | Abel Trujillo                  | batte                          | Jordan Rinaldi                 | Decisione unanime (29-28, 29-28, 29-28)     | 3                              | 5:00                           |                                |
|                                   | Pesi Medi                      | Jake Collier                   | batte                          | Alberto Uda                    | KO Tecnico (pugni e calcio girato al corpo) | 2                              | 1:06                           | POTN                           |
|                                   | Pesi Leggeri                   | Erik Koch                      | batte                          | Shane Campbell                 | Sottomissione (rear-naked choke)            | 2                              | 3:02                           |                                |
| Card Preliminare (UFC Fight Pass) |                                |                                |                                |                                |                                             |                                |                                |                                |
|                                   | Pesi Gallo                     | Bryan Caraway                  | batte                          | Aljamain Sterling              | Decisione non unanime (29-28, 28-29, 29-28) | 3                              | 5:00                           |                                |
|                                   | Pesi Massimi                   | Adam Milstead                  | batte                          | Chris De La Rocha              | KO Tecnico (pugni)                          | 2                              | 4:01                           |                                |

## Premi
I lottatori premiati ricevettero un bonus di 50.000 dollari.
Legenda:
- FOTN: Fight of the Night (vengono premiati entrambi gli atleti per il miglior incontro dell'evento)
- POTN: Performance of the Night (viene premiato il vincitore per la migliore performance dell'evento)

## Incontri Annullati
|  | Divisione    |               |        |                       | Motivo                            |
|  | ------------ | ------------- | ------ | --------------------- | --------------------------------- |
|  | Pesi Medi    | Jake Collier  | contro | Keith Berish          | Berish subì un infortunio         |
|  | Pesi Leggeri | Joe Proctor   | contro | Erik Koch             | Proctor subì un infortunio        |
|  | Pesi Leggeri | Abel Trujillo | contro | Carlos Diego Ferreira | Ferreira venne sospeso per doping |